# Клобетазол
Клобетазол — глюкокортикоидное средство для наружного применения. Оказывает противовоспалительное, антиэкссудативное, антипролиферативное и противоаллергическое, противозудное действие.

## Показания
- псориаз ;
- экзема;
- красный плоский лишай;
- дискоидная красная волчанка;
- и другие кожные заболевания.

## Противопоказания
- периоральный дерматит;
- розовые угри;
- вульгарные угри;
- узловатая почесуха Гайда;
- генитальный зуд;
- грибковые заболевания;
- вирусные заболевания;
- беременность;
- гиперчувствительность к препарату;

## Побочные действия
Продолжительная терапия большими дозами клобетазола может спровоцировать атрофические изменения кожного покрова (истончение, изменение пигментации, гипертрихоз). Редко возможно развитие пустулезного псориаза.

## Лекарственное взаимодействие
Лекарственное взаимодействие клобетазола с другими препаратами малоизучено.